# Druzhba (Uzbekistán)
Druzhba es una localidad de Uzbekistán, en la provincia de Corasmia.
Se encuentra a una altitud de 111 m sobre el nivel del mar, a 4 km de la frontera con Turkmenistán.

## Demografía
Según estimación 2010 contaba con una población de 18431 habitantes.